# Оленовка (Николаевская область)
Оленовка (укр. Оленівка) — село в Витовском районе Николаевской области Украины.
Основано в 1845 году. Население по переписи 2001 года составляло 200 человек. Почтовый индекс — 57252. Телефонный код — 512. Занимает площадь 0,023 км².

## Местный совет
57252, Николаевская обл., Витовский р-н, с. Зелёный Гай, ул. Комсомольская, 2, тел.: 28-04-49